# Шелар
Шелар (фр. Cheylard) насеље је и општина у источној Француској у региону Рона-Алпи, у департману Ардеш која припада префектури Турнон сир Рон.
По подацима из 2011. године у општини је живело 3.157 становника, а густина насељености је износила 234,72 становника/km². Општина се простире на површини од 13,45 km². Налази се на средњој надморској висини од 430 метара (максималној 927 m, а минималној 404 m).

## Демографија
| 1962. | 1968. | 1975. | 1982. | 1990. | 1999. | 2011. |
| ----- | ----- | ----- | ----- | ----- | ----- | ----- |
| 3.735 | 3.979 | 4.262 | 4.239 | 3.833 | 3.514 | 3.157 |

График промене броја становника у току последњих година